# Friedrich Adolf Trendelenburg
Friedrich Adolf Trendelenburg (Eutin, 30 de noviembre de 1802 - Berlín, 24 de enero de 1872) fue un filósofo y filológo alemán. Propuso una filosofía que él mismo denominó «concepción orgánica del mundo» (en alemán: organische Weltanschauung), que tenía como modelo la filosofía de Aristóteles.

## Biografía

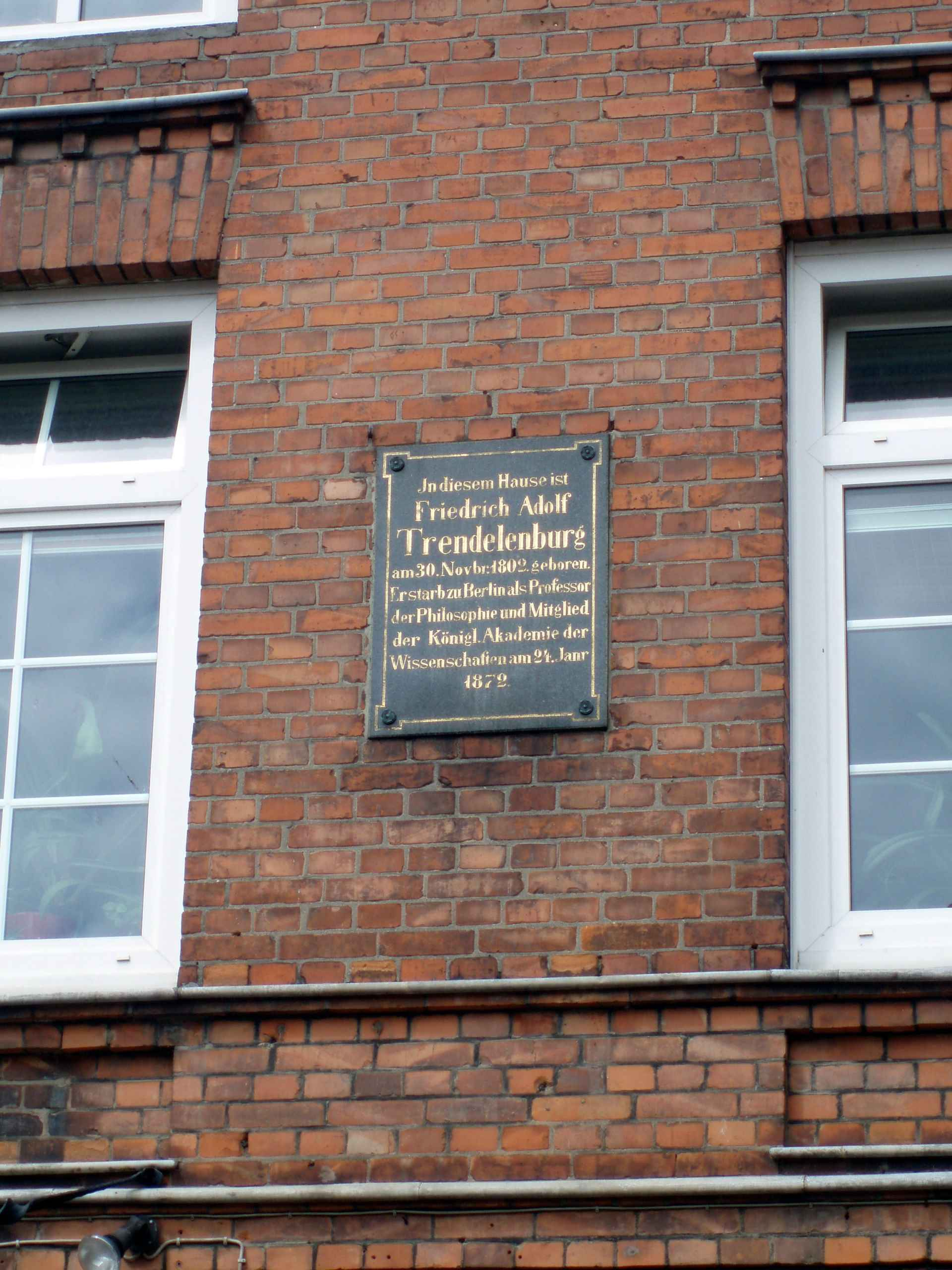
Casa natal de Trendelenburg en Eutin. La placa dice: «En esta casa nació Friedrich Adolf Trendelenburg el 30 de noviembre de 1802. Murió en Berlín como profesor de Filosofía y miembro de la Real Academia de las Ciencias el 24 de enero de 1872.»

Trendelenburg nació en la villa de Eutin, cerca de Lübeck. Estudió en las universidades de  Kiel, Leipzig y Berlín, donde tuvo como profesores a Friedrich Schleiermacher y Hegel. Atraído por el estudio de Platón y de Aristóteles, en su tesis doctoral Platonis de ideis et numeris doctrina ex Aristoteles illustrata, leída en 1826, intenta llegar a través de las críticas de Aristóteles a un conocimiento más preciso de la filosofía platónica.
Declinó la oferta de una cátedra en Kiel y aceptó la tutoría del hijo de un amigo íntimo de Karl vom Stein zum Altenstein, ministro prusiano de Educación. Trendelenburg desempeñó esta labor durante siete años (1826-1833), mientras dedicaba su tiempo de ocio a preparar una edición crítica de la De anima de Aristóteles. En 1833 Altenstein le nombró profesor extraordinario en la Universidad Humboldt de Berlín, y cuatro años más tarde consiguió la plaza en propiedad.
Murió a los 69 años. Su hijo Friedrich Trendelenburg fue un prominente cirujano.

### Enseñanza
Ejerció la docencia durante casi cuarenta años, en cuya mayor parte tuvo que examinar de filosofía y pedagogía a todos los profesores de Prusia. Su método de enseñanza fue estimado por Søren Kierkegaard, quien lo consideraba un importante y sobrio filólogo.
En 1865 polemizó con Kuno Fischer sobre la interpretación de la doctrina kantiana del espacio en Kuno Fischer und sein Kant (1869), a que Fischer replicó con Anti-Trendelenburg (1870). 

### Filósofo
El modo de filosofar de Trendelenburg estuvo condicionado en todo momento por las figuras de Platón y Aristóteles, a quienes consideraba una amplia base para formular las teorías del idealismo. Por ello, su punto de vista se puede considerar una versión moderna del aristotelismo. Al negar la posibilidad de un método y una filosofía absolutos —tal como sostuvieron Hegel y otros—, Trendelenburg fue un idealista en el sentido antiguo o platónico; toda su obra fue dedicada a la manifestación del ideal en lo real. Crítico de la filosofía contemporánea, su trabajo supuso el ocaso del hegelianismo en la Universidad de Berlín.

## Obra
La obra de Trendelenburg se puede clasificar en cuatro apartados temáticos:
- Escritos sobre lógica, como las Logische Untersuchungen (1840; 3.ª ed., 1870) y Die logische Frage in Hegels System (1843), importantes en la reacción contra Hegel; así como las aclaraciones acerca de los elementos de la lógica aristotélica en Elementa Logices Aristotelicae (1836; 9.ª ed., 1892; trad. inglesa, 1881), una selección de pasajes del Órganon con traducción del latín y notas, que contiene la sustancia de la doctrina lógica de Aristóteles, complementado por Erlauterungen zu den Elementen der Aristotelischen Logik (1842; 3.ª ed. 1876).
- Contribuciones a la historia de la filosofía: Historische Beitrage zur Philosophie (1846-1867), 3 vols., cuyo primer volumen (Geschichte der Kategorienlehre) contiene una historia de la doctrina de las categorías; y Über Herbart's Metaphysik und eine neue Auffassung derselben (1854-1856), sobre el pensamiento de Johann Friedrich Herbart.
- Derecho natural e internacional, con el Naturrecht auf dem Grunde der Ethik (1860) y las Lücken im Völkerrecht. Betrachtungen und Vorschläge aus dem Jahre 1870 (1870), un tratado sobre los defectos del derecho internacional suscitado por la guerra franco-prusiana de 1870-1871.
- Escritos menores o Kleine Schriften (1871), que tratan de temas no filosóficos, principalmente nacionales y educativos.